# Pleine-Selve, Aisne
Pleine-Selve là một xã ở tỉnh Aisne, vùng Hauts-de-France thuộc miền bắc nước Pháp.